# Liolaemus chiribaya
Liolaemus chiribaya — вид ігуаноподібних ящірок родини Liolaemidae. Ендемік Перу. Описаний у 2019 році.

## Поширення і екологія
Liolaemus chiribaya мешкають в Перуанських Андах, в регіоні Мокеґуа. Голотип був зібраний поблизу гори Калатос, що в районі Тората, у провінції Маріскаль-Ньєто, на висоті 2615 м над рівнем моря.